# Görögország a 2011-es úszó-világbajnokságon
Görögország a 2011-es úszó-világbajnokságon 31 sportolóval vett részt.

## Érmesek
|     | Nemzet      | Arany | Ezüst | Bronz | Összesen |
| 10. | Görögország | 2     | 1     | 1     | 4        |

| Érem      | Név | Esemény                             | Dátum      |
| --------- | --- | ----------------------------------- | ---------- |
| Aranyérem | Spyridon Gianniotis | Férfi 10 kilométeres hosszútávúszás | július 20. |
| Aranyérem | Eleni Kouvdou Christina Chrysoula Tsoukala Antiopi Melidoni Ilektra Maria Psouni Kyriaki Liosi Alkisti Avramidou Alexandra Asimaki Antigoni Roumpesi Angeliki Gerolymou Triantafyllia Manolioudaki Stavroula Antonakou Georgia Lara Eleni Goula | Női vízilabda                       | július 29. |
| Ezüstérem | Spyridon Gianniotis | Férfi 5 kilométeres hosszútávúszás  | július 22. |
| Bronzérem | Marianna Lymperta | Női 10 kilométeres hosszútávúszás   | július 19. |

## Műugrás
Férfi
| Versenyző                            | Esemény                       | Selejtező | Selejtező | Elődöntő          | Elődöntő          | Döntő             | Döntő             |
| Versenyző                            | Esemény                       | Pont      | Helyezés  | Pont              | Helyezés          | Pont              | Helyezés          |
| ------------------------------------ | ----------------------------- | --------- | --------- | ----------------- | ----------------- | ----------------- | ----------------- |
| Alexandros Manos                     | Férfi 1 méteres műugrás       | 340.50    | 20        |                   |                   | Nem jutott tovább | Nem jutott tovább |
| Alexandros Manos                     | Férfi 3 méteres műugrás       | 390.75    | 21        | Nem jutott tovább | Nem jutott tovább | Nem jutott tovább | Nem jutott tovább |
| Stefanos Paparounas                  | Férfi 1 méteres műugrás       | 347.50    | 18        |                   |                   | Nem jutott tovább | Nem jutott tovább |
| Stefanos Paparounas                  | Férfi 3 méteres műugrás       | 379.20    | 28        | Nem jutott tovább | Nem jutott tovább | Nem jutott tovább | Nem jutott tovább |
| Michail Tzifas                       | Férfi 10 méteres toronyugrás  | 322.40    | 32        | Nem jutott tovább | Nem jutott tovább | Nem jutott tovább | Nem jutott tovább |
| Alexandros Manos Stefanos Paparounas | Férfi 3 méteres szinkronugrás | 342.30    | 15        |                   |                   | Nem jutott tovább | Nem jutott tovább |

Női
| Versenyző                       | Esemény                     | Selejtező | Selejtező | Elődöntő | Elődöntő | Döntő               | Döntő               |
| Versenyző                       | Esemény                     | Pont      | Helyezés  | Pont     | Helyezés | Pont                | Helyezés            |
| ------------------------------- | --------------------------- | --------- | --------- | -------- | -------- | ------------------- | ------------------- |
| Iouliana Banousi Eleni Katsouli | Női 3 méteres szinkronugrás | 235.23    | 16        |          |          | Nem jutottak tovább | Nem jutottak tovább |

## Hosszútávúszás
Férfi
| Versenyző           | Esemény                             | Döntő     | Döntő     |
| Versenyző           | Esemény                             | Idő       | Helyezés  |
| ------------------- | ----------------------------------- | --------- | --------- |
| Antonis Fokaidis    | Férfi 5 kilométeres hosszútávúszás  | 56:46.0   | 29        |
| Antonis Fokaidis    | Férfi 10 kilométeres hosszútávúszás | 1:55:02.1 | 23        |
| Spyridon Gianniotis | Férfi 5 kilométeres hosszútávúszás  | 56:17.4   | Ezüstérem |
| Spyridon Gianniotis | Férfi 10 kilométeres hosszútávúszás | 1:54:24.7 | Aranyérem |

Női
| Versenyző         | Esemény                           | Döntő     | Döntő     |
| Versenyző         | Esemény                           | Idő       | Helyezés  |
| ----------------- | --------------------------------- | --------- | --------- |
| Kalliopi Araouzou | Női 5 kilométeres hosszútávúszás  | DSQ       | DSQ       |
| Kalliopi Araouzou | Női 10 kilométeres hosszútávúszás | 2:02:31.3 | 18        |
| Marianna Lymperta | Női 10 kilométeres hosszútávúszás | 2:02:01.8 | Bronzérem |

Csapat
| Versenyző                                              | Esemény               | Döntő   | Döntő    |
| Versenyző                                              | Esemény               | Idő     | Helyezés |
| ------------------------------------------------------ | --------------------- | ------- | -------- |
| Marianna Lymperta Antonis Fokaidis Spyridon Gianniotis | Csapat hosszútávúszás | 59:22.8 | 6        |

## Szinkronúszás
Női
| Versenyző(k)                          | Esemény               | Selejtező | Selejtező | Döntő  | Döntő    |
| Versenyző(k)                          | Esemény               | Pont      | Helyezés  | Pont   | Helyezés |
| ------------------------------------- | --------------------- | --------- | --------- | ------ | -------- |
| Despoina Solomou                      | Egyéni rövid program  | 89.200    | 7 Q       | 89.4   | 7        |
| Despoina Solomou                      | Egyéni szabad program | 88.630    | 8 Q       | 88.590 | 9        |
| Evangelia Platanioti Despoina Solomou | Páros rövid program   | 87.600    | 11 Q      | 87.200 | 11       |
| Evangelia Platanioti Despoina Solomou | Páros szabad program  | 87.800    | 11 Q      | 86.950 | 10       |

## Vízilabda

### Női
Kerettagok
- Eleni Kouvdou
- Christina Chrysoula Tsoukala
- Antiopi Melidoni
- Ilektra Maria Psouni
- Kyriaki Liosi
- Alkisti Avramidou
- Alexandra Asimaki
- Antigoni Roumpesi
- Angeliki Gerolymou
- Triantafyllia Manolioudaki
- Stavroula Antonakou
- Georgia Lara
- Eleni Goula

#### C csoport
| Csapat        | M | Gy | D | V | G+ | G– | Gk  | P |
| ------------- | - | -- | - | - | -- | -- | --- | - |
| Görögország   | 3 | 3  | 0 | 0 | 27 | 22 | +5  | 6 |
| Oroszország   | 3 | 2  | 0 | 1 | 38 | 18 | +20 | 4 |
| Spanyolország | 3 | 1  | 0 | 2 | 29 | 32 | –3  | 2 |
| Brazília      | 3 | 0  | 0 | 3 | 16 | 38 | –22 | 0 |

| 2011. július 17. 16:20 | Görögország          | 10 – 9      | Spanyolország | Sanghaj Nézőszám: 450 Játékvezetők: Gideon Remnet (NED), Mark Koganov (AZE) |
| 2011. július 17. 16:20 | (2–3, 3–1, 3–2, 2–3) |             |               | Sanghaj Nézőszám: 450 Játékvezetők: Gideon Remnet (NED), Mark Koganov (AZE) |
| 2011. július 17. 16:20 | Gerolymou 3          | Jegyzőkönyv | Sorli 3       | Sanghaj Nézőszám: 450 Játékvezetők: Gideon Remnet (NED), Mark Koganov (AZE) |

| 2011. július 19. 13:30 | Brazília             | 8 – 11      | Görögország    | Sanghaj Nézőszám: 200 Játékvezetők: Juhász (HUN), Rotsart (USA) |
| 2011. július 19. 13:30 | (2–3, 3–2, 1–3, 2–3) |             |                | Sanghaj Nézőszám: 200 Játékvezetők: Juhász (HUN), Rotsart (USA) |
| 2011. július 19. 13:30 | nyolc játékos 1      | Jegyzőkönyv | négy játékos 2 | Sanghaj Nézőszám: 200 Játékvezetők: Juhász (HUN), Rotsart (USA) |

| 2011. július 21. 10:50 | Görögország           | 6 – 5       | Oroszország  | Sanghaj Nézőszám: 350 Játékvezetők: Borrell (ESP), Juhász (HUN) |
| 2011. július 21. 10:50 | (2–2, 1–1, 1–1, 2–1)  |             |              | Sanghaj Nézőszám: 350 Játékvezetők: Borrell (ESP), Juhász (HUN) |
| 2011. július 21. 10:50 | Roumpesi, Antonakou 2 | Jegyzőkönyv | Szoboljeva 2 | Sanghaj Nézőszám: 350 Játékvezetők: Borrell (ESP), Juhász (HUN) |

#### Negyeddöntő
| 37. mérkőzés 2011. július 25. 15:20 | Görögország          | 12 – 10     | Hollandia    | Sanghaj Nézőszám: 350 Játékvezetők: Brgulian (MNE), Balfanbajev (KAZ) |
| 37. mérkőzés 2011. július 25. 15:20 | (3–4, 5–1, 2–3, 2–2) |             |              | Sanghaj Nézőszám: 350 Játékvezetők: Brgulian (MNE), Balfanbajev (KAZ) |
| 37. mérkőzés 2011. július 25. 15:20 | Roumpesi 3           | Jegyzőkönyv | van Belkum 3 | Sanghaj Nézőszám: 350 Játékvezetők: Brgulian (MNE), Balfanbajev (KAZ) |

#### Elődöntő
| 44. mérkőzés 2011. július 27. 16:50 | Görögország          | 14 – 11     | Olaszország                   | Sanghaj Nézőszám: 950 Játékvezetők: Tulga (TUR), Borrell (ESP) |
| 44. mérkőzés 2011. július 27. 16:50 | (3–2, 5–3, 3–3, 3–3) |             |                               | Sanghaj Nézőszám: 950 Játékvezetők: Tulga (TUR), Borrell (ESP) |
| 44. mérkőzés 2011. július 27. 16:50 | három játékos 3      | Jegyzőkönyv | Bianconi, Rambaldi Guidasci 3 | Sanghaj Nézőszám: 950 Játékvezetők: Tulga (TUR), Borrell (ESP) |

#### Döntő
| 48. mérkőzés 2011. július 29. 21:00 | Kína                 | 8 – 9       | Görögország         | Sanghaj Nézőszám: 600 Játékvezetők: Caputi (ITA), Brgulian (MNE) |
| 48. mérkőzés 2011. július 29. 21:00 | (2–2, 0–2, 4–4, 2–1) |             |                     | Sanghaj Nézőszám: 600 Játékvezetők: Caputi (ITA), Brgulian (MNE) |
| 48. mérkőzés 2011. július 29. 21:00 | Liu, Wang 2          | Jegyzőkönyv | Asimaki, Roumpesi 3 | Sanghaj Nézőszám: 600 Játékvezetők: Caputi (ITA), Brgulian (MNE) |